# Columbiana, Alabama
Columbiana är en stad i den amerikanska delstaten Alabama med en yta av 39,4 km² och en folkmängd som år 2000 uppgick till 3 316 invånare. Columbiana är administrativ huvudort (county seat) i Shelby County.

## Kända personer från Columbiana
- Robert J. Bentley, politiker, guvernör i Alabama 2011-2017